# Mezosfera (dio atmosfere)
Mezosfera je sloj atmosfere koji se nalazi iznad stratosfere i ispod termosfere. Temperatura u mezosferi pada s visinom, tako da gornja granica ili mezopauza, je najhladniji dio na Zemlji, gdje se temperature spuštaju ispod – 100 ºC. Visina i debljina sloja nisu precizno definirane, zbog učestalih i opsežnih promjena u relativno kratkom vremenskom periodu. Ali najčešće se uzima da je donja granica mezosfere na 50 km, a gornja na skoro 100 km visine, osim u umjeronom pojasu i polovima, gdje je visina do 85 km.

## Dinamičke karakteristike
Glavne dinamičke karakteristike u mezosferi su snažni zonalni (istok – zapad) vjetrovi, atmosferske mijene (plime i oseke), atmosferski gravitacioni valovi i planetarni valovi. Većina tih mijena i valova potječe iz troposfere i donje stratosfere, te se šire prema gore. U mezosferi, veličina gravitacionih valova može biti jako velika, tako da valovi postaju nestabilni i rasipaju se. To rasipanje stvara moment sile koje dalje pogoni strujanja u atmosferi. 
U mezosferi se ponekad stvara “noćni sjaj”, pojava koja liči na oblake, s nazubljenim krajevima, a nastaje zbog stvaranja kristala leda vode. Najčešće se vidi između 50º i 70º sjevernih i južnih geografskih širina. 
U mezosferi se nalazi i sloj ionosfere, koji se naziva D sloj. D sloj se nalazi otprilike 60 do 90 km iznad Zemljine površine. Ovdje ionizacija nastaje zbog vodikove radijacije na valnoj duljini 121,5 nm (dio Lymanove serije), koja ionizira dušikov oksid (NO). Dodatno, kada je sunčeva radijacija izuzetni jaka, X-zrake (valna duljina manja od 1 nm) ioniziraju molekule dušika i kisika (N2, O2). U toku noći, kozmičke zrake stvaraju zaostalu dodatnu količinu ionizacije. Rekombinacijom u visokom D sloju, ionizacija je slaba, ali je gubitak valne energije velik zbog čestog sudaranja elektrona (oko 10 sudara svake ms). Kao rezultat, radio valovi visoke frekvencije (HF = 3 – 30 MHz), se ne odbijaju od D sloja, već gube energiju. To je glavni razlog upijanja HF radio valova, posebno ispod 10 MHz, koje je malo u toku noći i najveće u podne. D sloj se znatno gubi poslije zalaska Sunca, a mali dio preostaje zbog galaktičkih kozmičkih zraka.
U mezosferi se stvara i oko 5 km debljine natrijev sloj, negdje između 80 do 100 km iznad Zemljine površine. Stvara se od slobodnih, neioniziranih atoma natrija i ponekad se može vidjeti slabi sjaj iz tog sloja. 
Mezosfera se nalazi iznad maksimalnih visina gdje lete zrakoplovi i ispod minimalnih visina za orbitalne svemirske letjelice. Ponekad se šalju u taj sloj istraživačke rakete, koje nose instrumente za mjerenja i naučne pokuse. Zato je mezosfera jedna od najslabije istraženih dijelova atmosfere. Tek nedavno su otkriveni crveni vilenjaci i plavi mlazevi, pojave koje se vežu uz nastajanje munja.

## Meteori
Milijuni meteora ulazi u atmosferu, u prosjeku 40 tona na dan. Većina ih se topi i nestaje u mezosferi, kao rezultat sudara s plinskim česticama u mezosferi. Zbog toga je u mezosferi nešto veća koncentracija željeza i drugih metala, koji kasnije padaju na Zemlju.